# Ivánka Imre

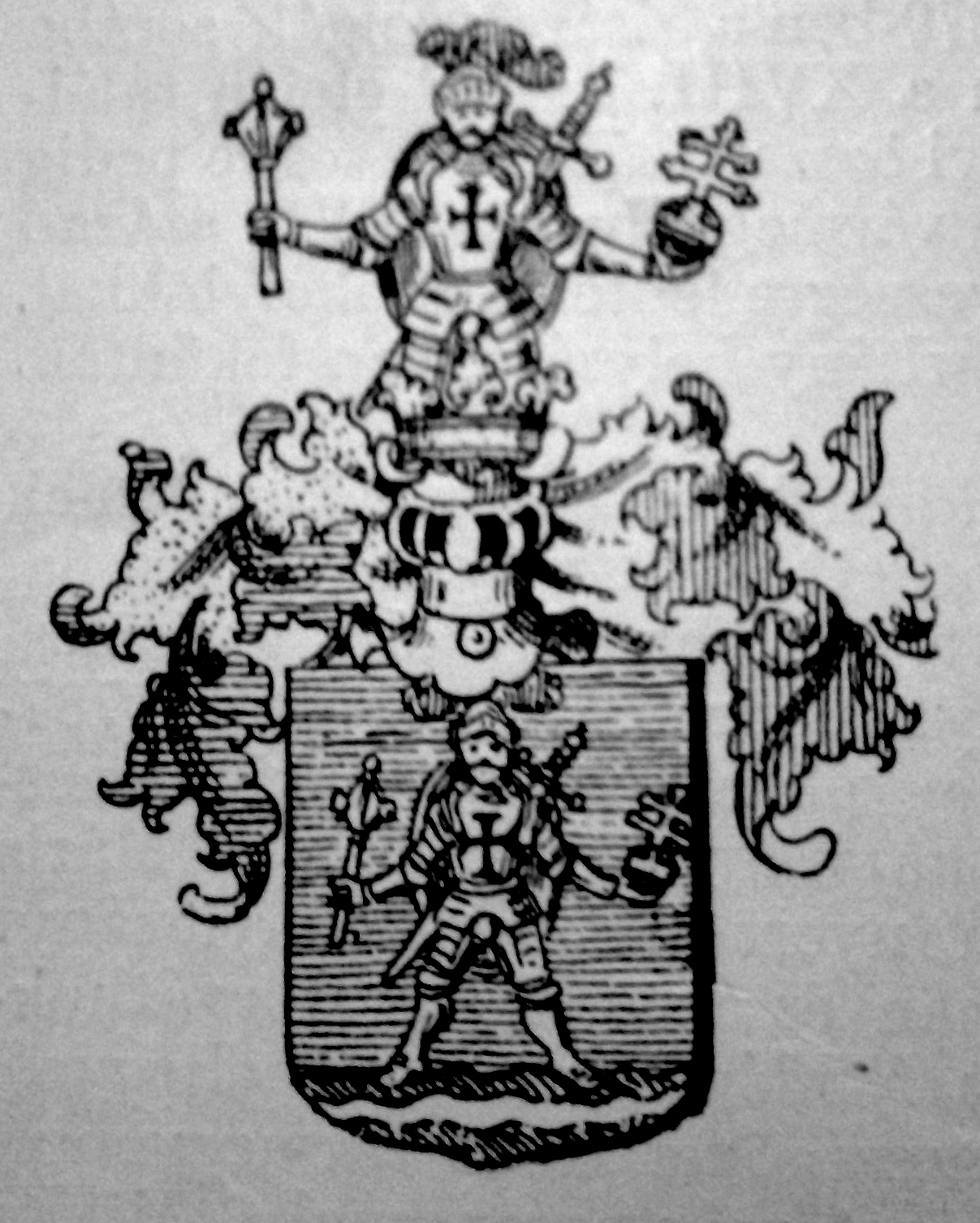
Az Ivánka család címere

Draskóczi és jordánföldi Ivánka Imre
(Felsőszemeréd, 1818. december 9. – Máriabesnyő, 1896. július 27.) 1848-as honvédezredes, Batthyány Lajos miniszterelnök titkára, politikus.

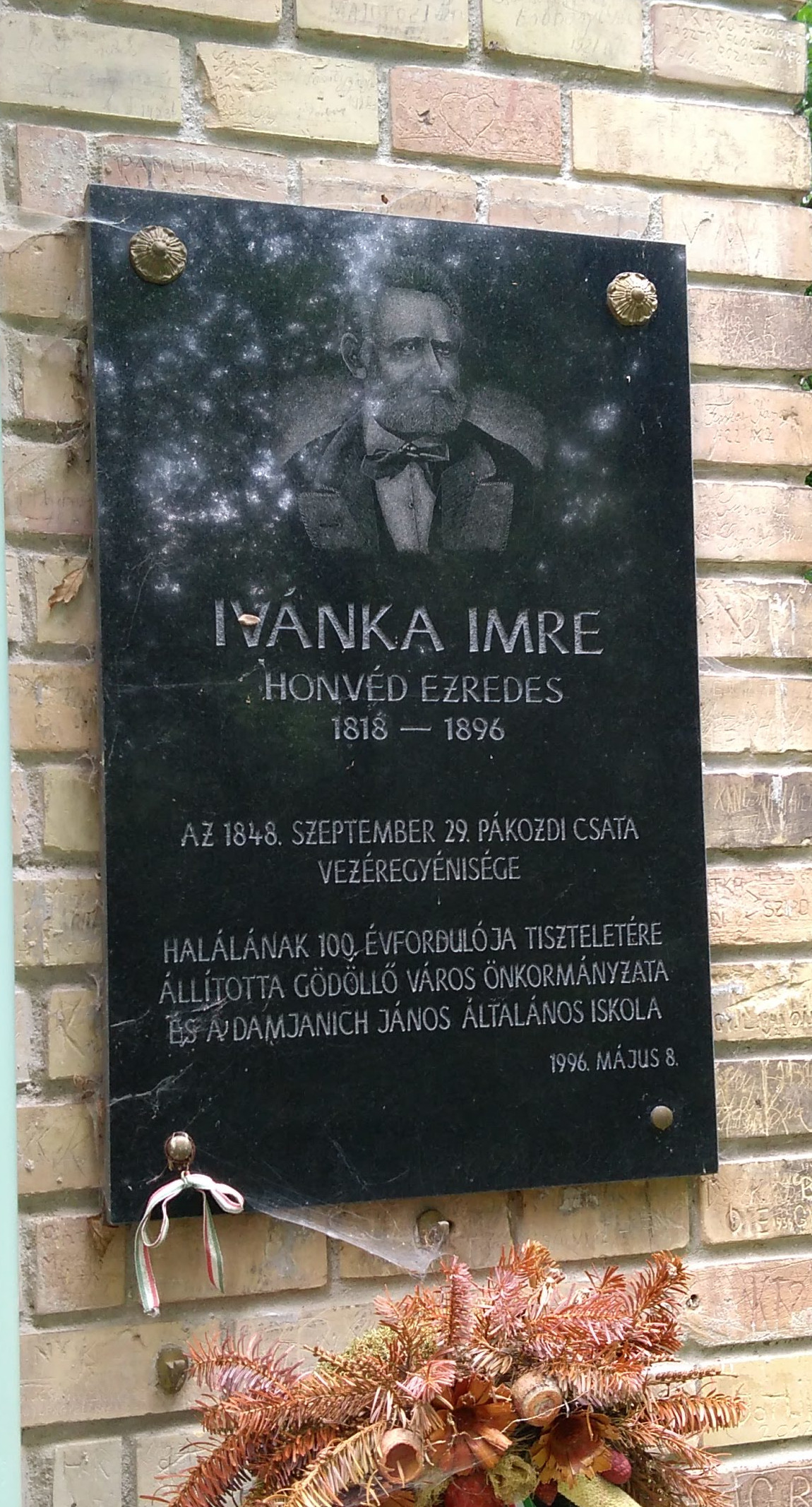
Ivánka Imre honvéd ezredes emléktáblája a Máriabesnyői temetőben.

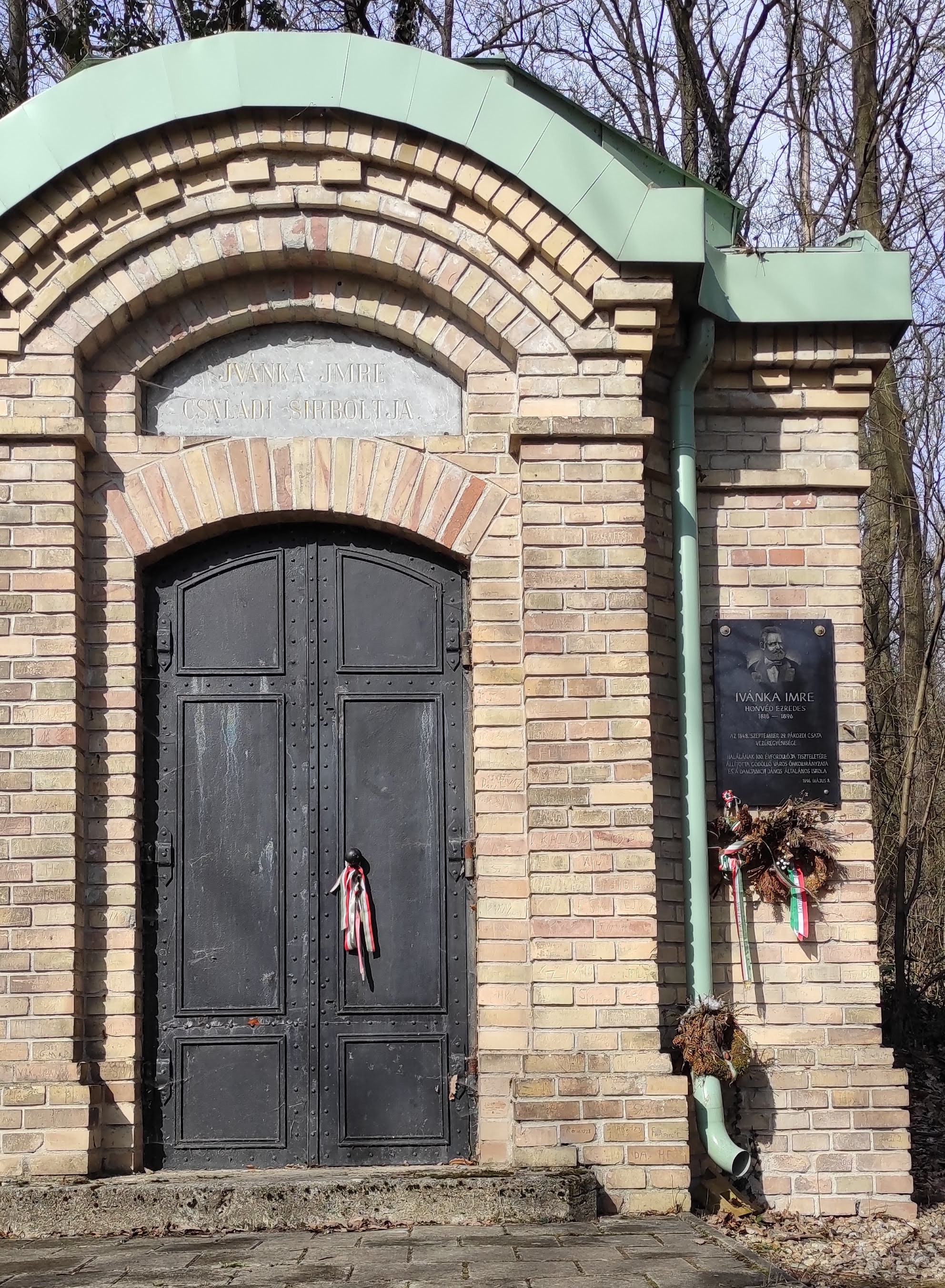
Ivánka Imre kriptája a Máriabesnyői temetőben.

## Tanulmányok-katonai pályafutása
Ivánka László (1782-1819) Hont vármegyei főszolgabíró és pécsújfalusi Péchy Petronella (1791-1846) fia. Előbb Sopronban, majd 1831-től a tullni katonai akadémián tanult, ahol tanulótársa volt Görgei Artúr és Klapka György is. Az akadémia elvégzése után a Hessen-Homburg sorezredbe került, 1838-tól a 12. huszárezredben, az ún. nádor huszároknál teljesített hadnagyként, ill. főhadnagyként szolgálatot Észak-Csehországban, István nádor hadsegéde volt.

### 1848
Batthyány Lajos májusi felhívása után, mely felszólította a kilépett katonatiszteket, hogy álljanak be az új hadseregbe, csatlakozott az alakuló magyar nemzetőrséghez, ahol százados, majd július 1-jétől Batthyány miniszterelnök titkára lett. A kapitánytól lefelé való kinevezések, egyszerű adminisztrációs kiadványok aláírása volt reá bízva, és részt vesz a  felállítandó honvédsereg szervezésében. Augusztus 17-én őrnaggyá és a dunáninneni nemzetőrség parancsnokává nevezték ki, augusztus 27-én Kazinczy Lajos főhadnagy lett a segédtisztje. A győztes pákozdi csatában (szeptember 29.) a jobbszárnyon harcolt.  A győzelem után, október 9-én alezredesi rangot kapott.
Októberben a honvédsereg Ausztriába való betörésekor a jobbszárny hadműveleteit fedezte. Október 12-én ezredessé, 19-én a magyar fősereg jobbszárnyának parancsnokává nevezték ki. Október 25-én a magyar sereg ultimátumával Dobay Ágoston nemzetőr százados kíséretében Windisch-Grätzhez küldték egyezkedés céljából, a császári fővezér azonban azt válaszolta: „...lázadókkal nem tárgyalok!”. Visszafelé jöttükben Ivánkát a hadijog megsértésével  Jellasics elfogatta. A magyar kormány szerette volna őt kicserélni Fligelli táborkari őrnagyért, Roth és Philippovics tábornokért, de sikertelenül.

## Politikai és közéleti tevékenysége
Königgrätzi (ma Hradec Králové, Csehország) rabságából 1850-ben szabadult császári kegyelemmel, majd megnősült.
1861-ben Pest megye főjegyzőjévé választották (mint ilyen kezdeményezte Petőfi születési házának a megkeresését), majd határozati párti programmal a dunapataji kerület országgyűlési képviselője lett. 1865-től 1895-ig megszakítás nélkül tagja volt a képviselőháznak; eleinte a Balközép Párt, majd a Szabadelvű Párt tagja. 1895-ben főrendiházi taggá nevezték ki
.
1878-tól 1891-ig az Északkeleti Vasúttársaság vezérigazgatója. Ferenc József 1878-ban kitüntette a harmadik osztályú Vaskorona-renddel. Tevékenyen részt vett  Magyar Vöröskereszt megalapításában, melynek gondnoka lett (1881-1890). Társadalmi tevékenységéért 1882-ben  megkapta a Szent István-rend kiskeresztjét. 1884-ben a Nemzetközi Vöröskereszt II. értekezletén  Genfben német nyelven számolt be a Magyar Vöröskereszt tevékenységéről.
Részt vállalt az Országos Honvédegylet alapításában, s a magyarországi szabadkőművesek nagymestere volt.

## Írásai
- A magyar hadsereg, mint szervezendőnek képzelve (Pest, 1861)
- Gőzhajózás a magyar Dunán tájékozásul (Pest, 1862)
- Négyhavi szolgálatom a magyar hadseregben 1848 június végétől október végéig (Budapest, 1881)
- A népfelkelésről (Budapest, 1884 németül is)